# Scalideutis cocytias
Scalideutis cocytias är en fjärilsart som beskrevs av Edward Meyrick 1915. Scalideutis cocytias ingår i släktet Scalideutis och familjen praktmalar, Oecophoridae. Inga underarter finns listade i Catalogue of Life.